# Regio IV Samnium
La regio IV Samnium è una delle regioni italiane d'età augustea.

## Denominazione
Le denominazioni delle regioni augustee erano solo numerali, e solo le fonti accademiche attuali usano attribuire al nome ufficiale romano un aggettivo che ne designa il territorio. Comunemente per la regio IV si usa Samnium, o Sabina et Samnium, molto impropriamente in entrambi i casi perché il Sannio storico sconfinava a sud ben oltre la regio IV: nel territorio degli Hirpini della Regio II Apulia et Calabria e in alcune aree marginali della Regio I Latium et Campania.

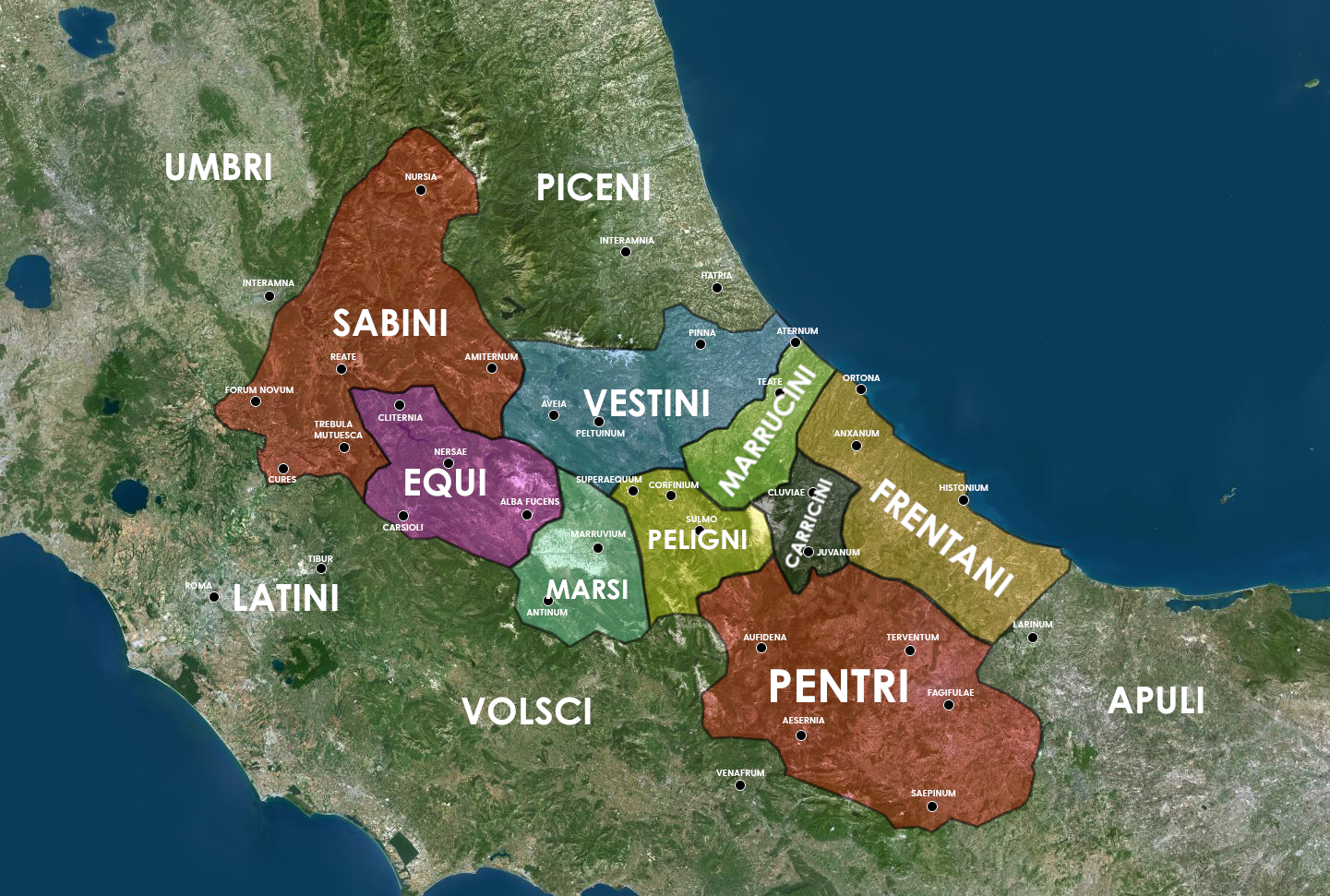
I popoli italici stanziati nella Regio IV

## Territorio

I moderni Abruzzo e Molise sovrapposti alla Regio IV Samnium

Si estendeva per un variegato territorio lungo la costa adriatica e nell'Appennino centrale, che a nord ne segnava il confine con la regio V Picenum, lungo lo spartiacque tirrenico dei Monti Sibillini e quello dell'Aterno sul Gran Sasso (Mons Fiscellus), fino al mare, includendo Pinna (Penne) e Teate (Chieti). Il confine occidentale con la regio VI Umbria non superava lo spartiacque della Nera fino alle cascate delle Marmore, poi grosso modo seguiva la via Salaria fino al Tevere, fiume che stabiliva il primo confine con la regio I Latium et Campania. Includeva ancora parte della valle dell'Aniene e della Valle Roveto (la Marsica non comprendeva l'Alto Sangro), per poi estendersi nel Sannio pentro fino all'alto Volturno e a Saepinum. Il confine orientale era segnato in parte fino all'Adriatico dal fiume Biferno (Tifernus).

## Città
La vastità del territorio interessato includeva una varietà di centri urbani di varia fondazione e importanza economica. La maggior parte delle città nella regione era legata alla pastorizia e all'industria laniera, aventi come mercati collegati centri tanto divergenti (Roma, Capua, Beneventum) da rendere la regione un circondario unitario per le sole affinità economiche e produttive che non avevano un riferimento centripeto comune.

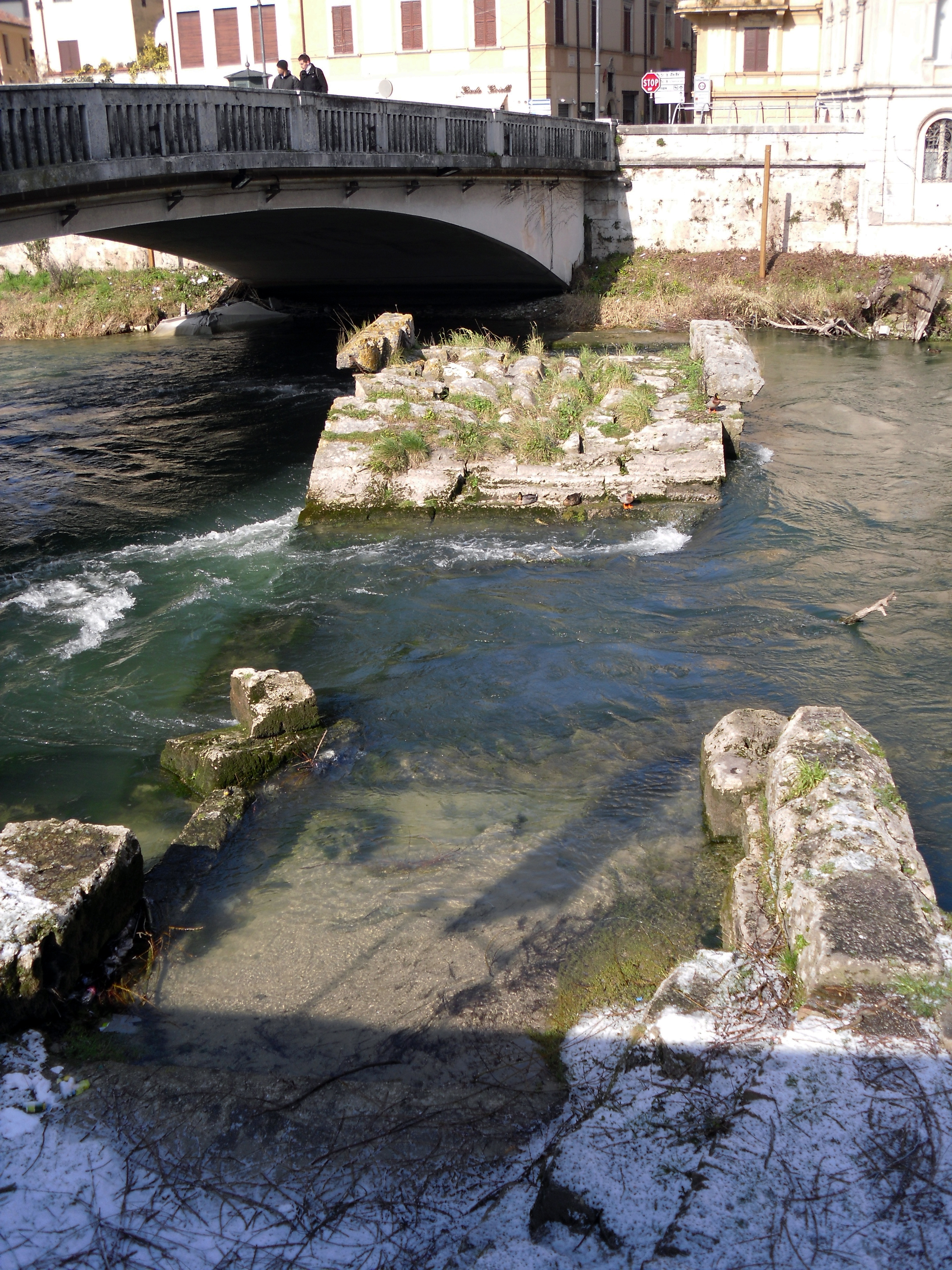
Reate: resti del ponte sul Velino.

### Città sabine
- Reate: il primo centro della regio IV importante lungo la via Salaria era Reate (Rieti). Era situata sotto l'odierna Rieti, vicino alla Regio VI Umbria, al margine meridionale di una vasta piana (Piana Reatina) sorta a seguito della bonifica del lacus Velinus, operata dal console romano Manio Curio Dentato, dopo che nel 290 a.C. ebbe strappato la città ai Sabini.

- Amiternum: uno dei centri sabini più importanti, era situato ai piedi del Gran Sasso nei pressi della attuale città dell'Aquila (San Vittorino). Fu romana sin dal III secolo a.C., sede di un'importante industria laniera che si sviluppava in vici e fori nella attuale conca aquilana (Foruli, Forcona) e nel vicino municipio vestino di Peltuinum.

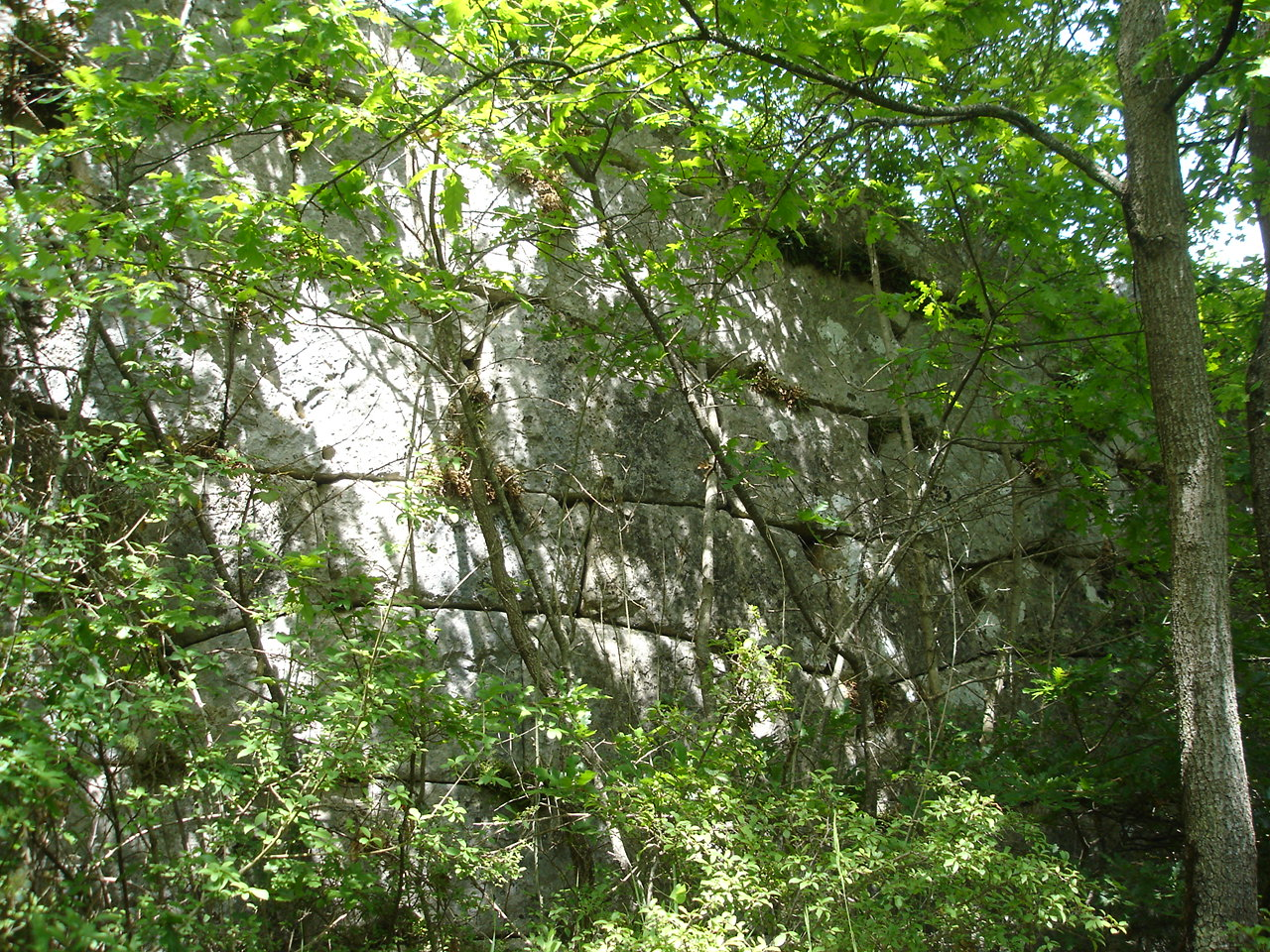
res publica Aequicolanorum, mura ciclopiche (Civitella di Nesce)

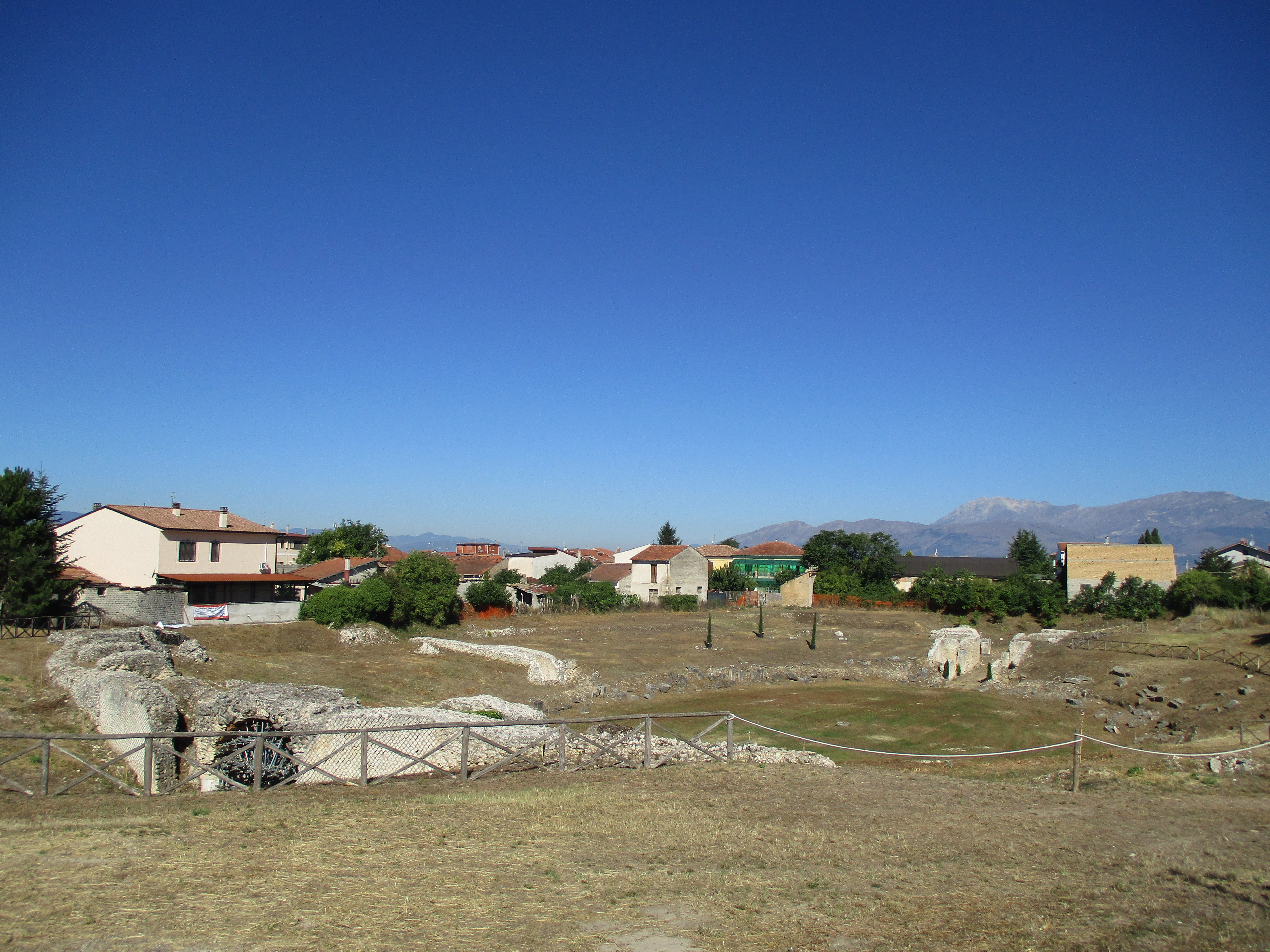
L'anfiteatro di Marruvium

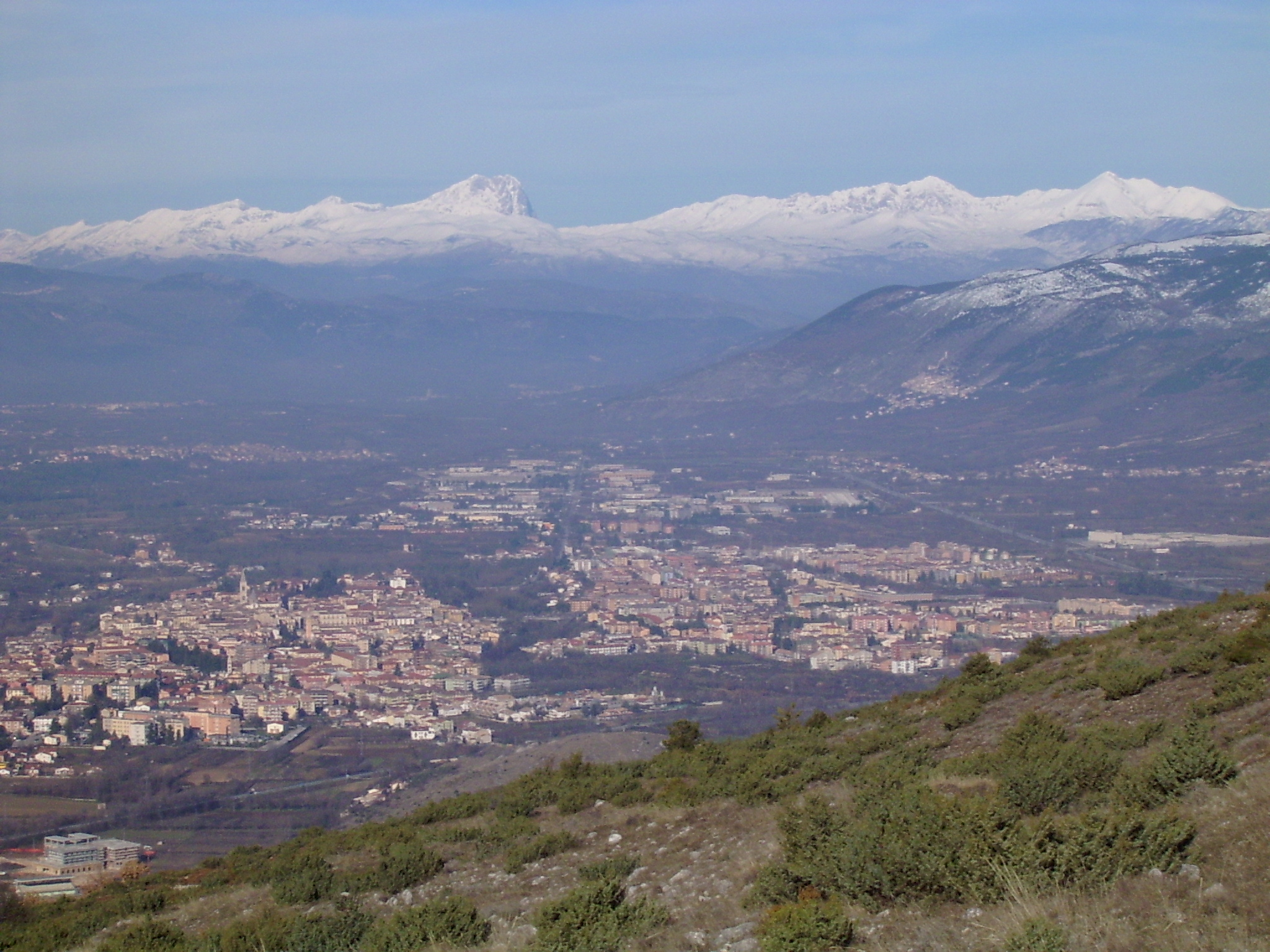
Sulmona, e sullo sfondo Corfinio

- Trebula Mutuesca

- Cures Sabini

### Città equicole
Le colonie dedotte dai Romani a Carseoli e ad Alba Fucens andarono ad insinuarsi nel territorio degli Equi, costituendo i primi centri urbani di un certo rilievo;
- Carseoli: altro importante centro pastorale nella regione era Carseoli, nei pressi della contemporanea cittadina di Carsoli (precisamente in località Civita, nel comune di Oricola). Situato lungo la via Valeria, vi fu dedotta dai Romani una colonia nel 304 a.C.[1], al centro del territorio degli Equi. La posizione strategica fra il Latium ed il Fucino ne fece il centro di riferimento per le popolazioni equicole dei monti Simbruini e del Cicolano.

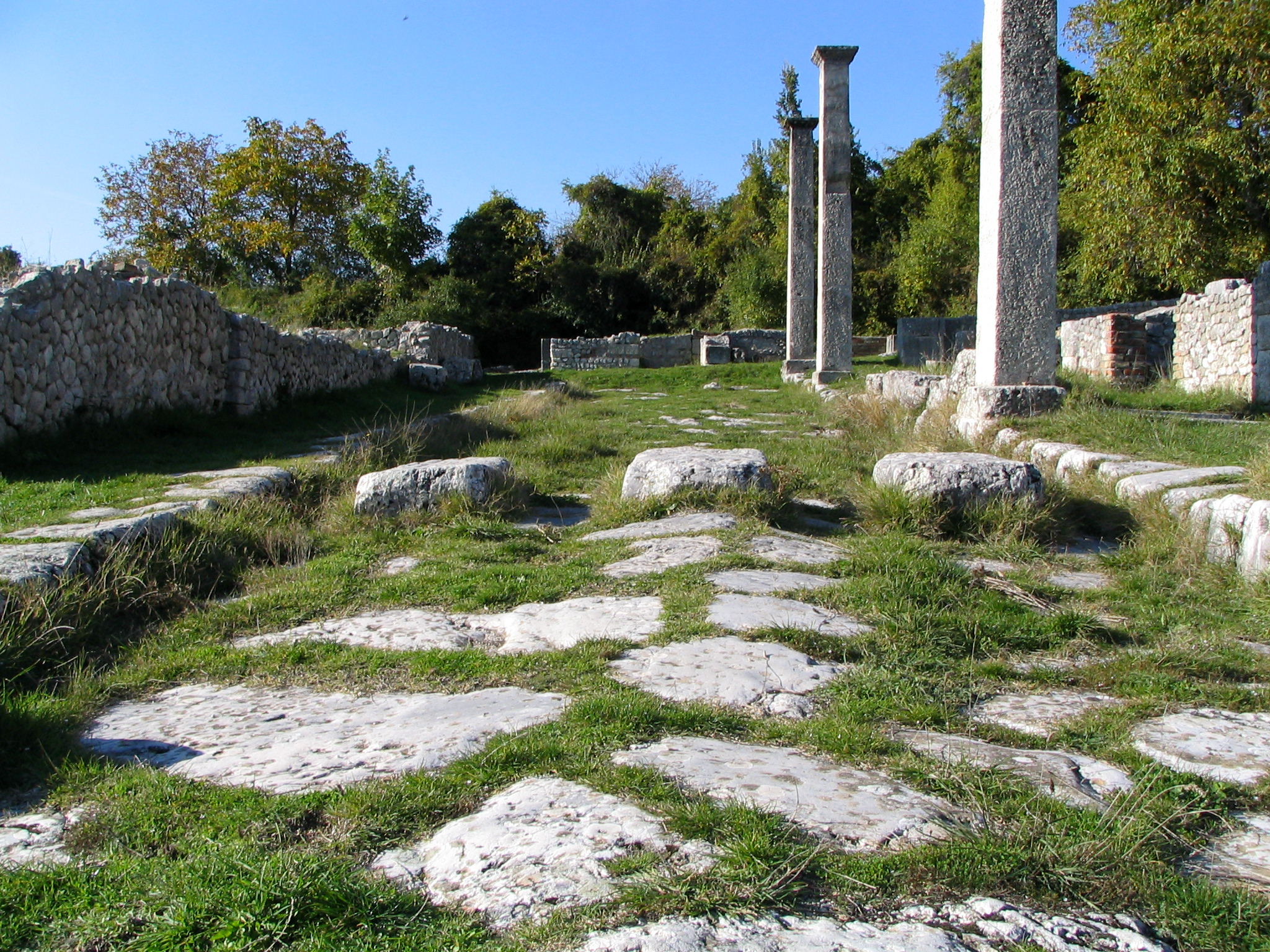
Alba Fucens, decumano

- Alba Fucens: fu la seconda colonia latina in territorio equicolo, dedottavi fra il 304 e il 303 a.C.[2][3][4],  e insieme a Sora nella Regio I rappresentò il primo tentativo di arginare l'espansione dei Marsi accerchiandone il territorio. Le attività economiche della città, oltre che legate alla pastorizia, erano incrementate dal microclima del lago Fucino che permetteva l'insediamento sporadico di colture mediterranee sulle colline circostanti (specialmente dopo la regimentazione del livello delle acque operata attraverso la realizzazione dei cunicoli di Claudio[5], che favorì anche la pesca e l'itticoltura).

- Res publica Aequiculanorum: i vici e i pagi caratteristici della Valle del Salto furono invece riuniti in un nuovo municipio chiamato res publica Aequicolanorum, che non costituì mai una città ma solo un accentramento amministrativo con fori, acropoli e santuari cui facevano riferimento i villaggi sparsi dell'attuale Cicolano (ager Aequicolanus).
- Cliternia Equicola

### Città marse
- Marruvium: Considerata capitale dei Marsi, ovvero caput marsorum, Marruvium era ubicata nella contemporanea area di San Benedetto dei Marsi, dove è possibile ammirare i resti della città antica come la domus, i morroni, la via romana e l'anfiteatro. L'importante municipio in area marsa sorgeva sulle sponde dell'antico lago Fucino: economicamente affine ad Alba Fucens rappresentò la più interna sistemazione urbanistica romana in territorio marso, precedentemente costituito da villaggi e centri fortificati.

- Antinum: Antinum è la città che ha lasciato il maggior numero di testimonianze della vita civile. Ubicata nell'attuale valle Roveto, laddove sorge il contemporaneo centro di Civita d'Antino. Di essa restano le tracce di mura poligonali e ville rustiche, nonché una corposa documentazione epigrafica che testimonia un'economia pastorale legata a Sora e alla Regio I[6]. Valle Roveto deriva da Vallis Urbis Veteris, ovvero valle della vecchia città, con riferimento ad Antinum quando perse il titolo di civitas.

- Lucus Angitiae: presso la contemporanea Luco dei Marsi era situata la città-santuario di Lucus Angitiae. Il centro urbano era legato al principale santuario etnico marso, dove è attestato il culto di Angizia come divinità ctonia e dei serpenti, oppure come riportano alcune fonti storiche maga figlia del Sole, sorella di Circe e Medea.

### Città peligne
- Corfinium: si trovava al centro della conca peligna, a 345 m s.l.m., in corrispondenza dell'odierna Corfinio (nota come Pentima sino al 1928). Con il nome di Italia fu capitale della vasta lega degl'italici nel 90 a.C. che insorse contro Roma reclamando i diritti di cittadinanza per tutti i municipia federati. La città che era il fulcro economico del circondario pastorale peligno, aveva anche importanti attività agricole ancora testimoniate dalle vistose tracce di centuriazione e regimentazione delle acque in tutta la bassa valle del Gizio fino alle sorgenti del fiume Pescara.

- Sulmo: città natale di Ovidio e corrispondente all'odierna Sulmona, viene da questi più volte citata per le interessanti opere di regimentazione delle acque d'irrigazione[7].

### Città vestine cismontane
Diviso dalla catena del Gran Sasso, il territorio vestino fu ripartito tra i vestini cismontani, il cui territorio gravitava nelle valli dell'Aterno e Subequana, e i vestini trasmontani, che dall'Area Vestina raggiunsero la costa adriatica tra i fiumi Saline e Pescara.
- Peltuinum
- Aveia

### Città adriatiche
La zona adriatica era la parte della regione economicamente più unitaria, benché culturalmente variegata. La vicinanza della costa adriatica premetteva l'insediamento delle più comuni colture mediterranee, e dal punto di vista commerciale, la costruzione di una rete di porti discretamente attiva. Le popolazioni ivi insediate appartenevano ai gruppi sabellici e non avevano sviluppato un sistema urbano raffinato come quello latino (campano ed etrusco), per cui, prima della dominazione romana, le città erano molto simili a quelle dell'interno appenninico in linea con la distribuzione territoriale delle popolazioni interessate che occupavano indistintamente i territori della costa e degli altopiani interni.
- Aternum: odierna Pescara, fu il principale scalo marittimo dei Vestini, Peligni e Marrucini; la città, attribuita da Livio al popolo vestino, sorgeva alla foce del fiume Pescara, confine dei territori vestini e marrucini. Terminale adriatico della via Tiburtina Valeria, il suo porto era importante per i collegamenti con la Dalmazia.

- Pinna: corrispondente all'odierna Penne, la città fu il centro principale dei vestini trasmontani, insieme a Peltuinum era il centro più importante dei Vestini. Raggiunge un discreto assetto urbano solo dopo la guerra sociale quando la vicinanza politica con Roma, insieme al prolungamento della via Valeria fino ad Aternum nel 49 d.C., ne fecero un municipium di discreta importanza locale, sede di una importante diocesi cristiana nel medioevo.

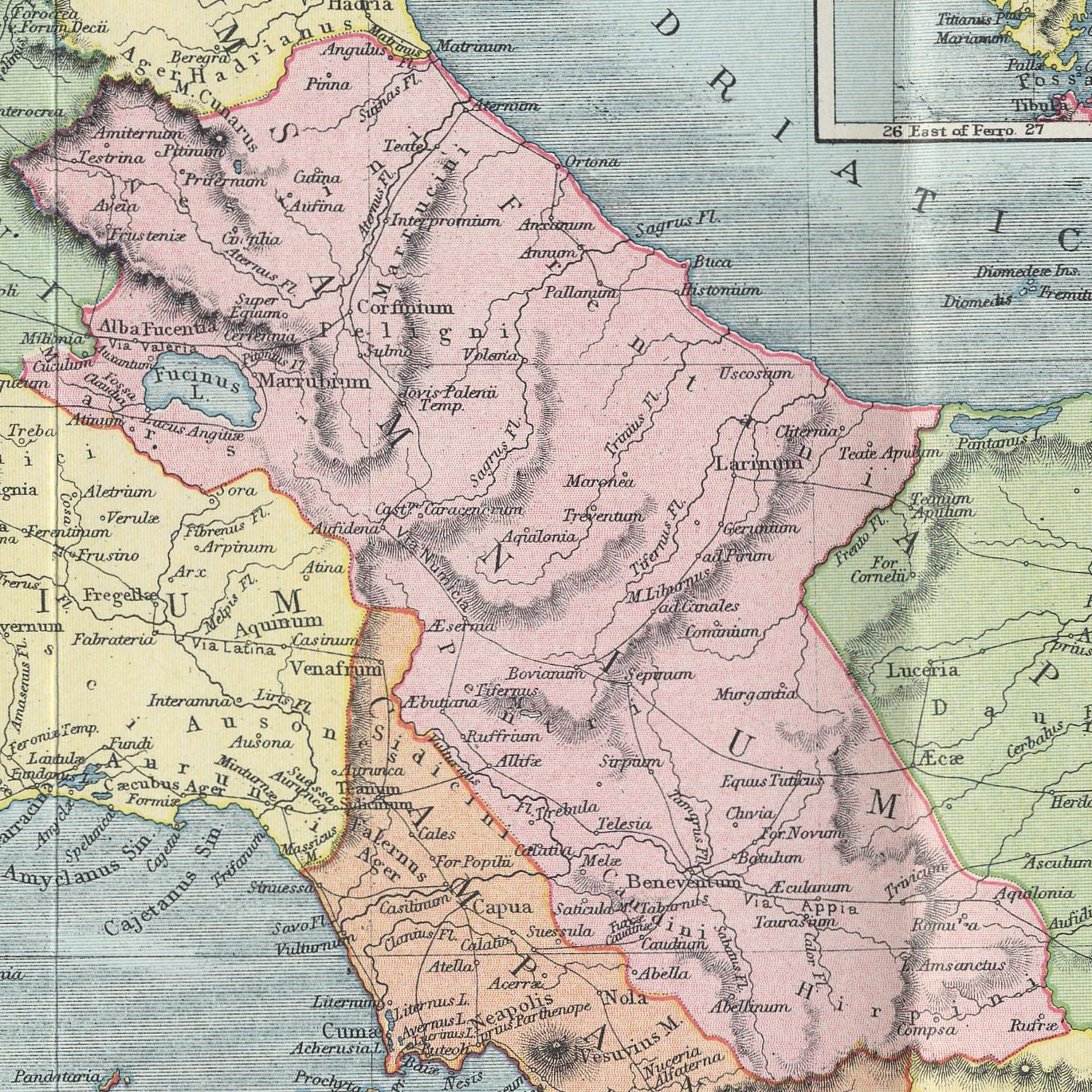
La regio IV in una mappa di Samuel Butler

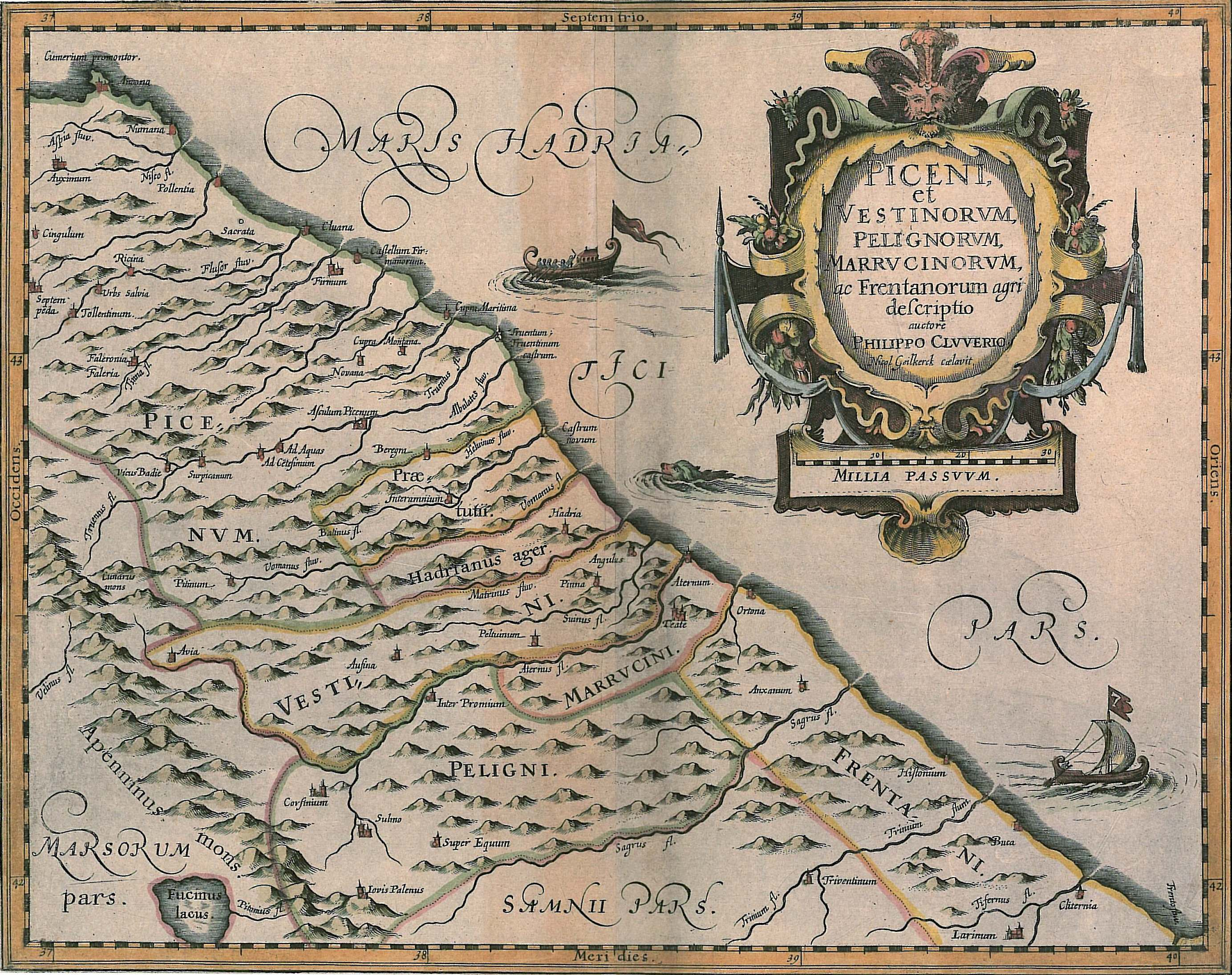
Piceni et Marsorum, Vestinorum, Pelignorum, Marrucinorum; ac Frentanorum agri descriptio, 1624 - Philip Clüver

- Teate Marrucinorum: odierna Chieti. Il nome Teate M. deriva da touta marouca, ovvero "amministrazione (capitale, governo) dei Marrucini" , ne era infatti l'unica città vera e propria. Le numerose testimonianze archeologiche attestano una radicata vita civile già a partire dalla fine della guerra sociale, che si innesta sul precedente status di touta (capitale); i monumenti più significativi sono il foro, le terme, il teatro e l'anfiteatro risalenti al I-II secolo d.C.

- Anxanum: odierna Lanciano. Capitale dei Frentani, in epoca augustea dovette conoscere una buona prosperità grazie alle sue fiere, dette nundinae.

- Ortona: odierna Ortona, era con tutta evidenza il porto della popolazione frentana.

- Histonium: odierna Vasto. Importante per l'artigianato e commercio della lana. Fu distrutta da Silla nella battaglia contro Mario, e non si riuscì a ricostruirla prima del 117.

- Usconium: odierna Guglionesi. Sorgeva presso le rive del torrente Sinarca in località Monte Antico e toccò le 25.000 unità in età augustea; un nativo di Usconium, Bruzio Presente, fu console a Roma durante la repubblica romana. Ci è pervenuto quasi nulla per la distruzione dei Goti nel IV secolo.

### Città sannite

#### Pentri
L'area del Sannio ricadente nell'attuale Molise, per lo più colonizzata dai Pentri, subì meno di tutte le conseguenze della romanizzazione che anzi rivitalizzò l'economia locale unitamente alla radicale riforma urbanistica repubblicana e alle innovazioni dell'età augustea. La pastorizia fu incrementata dallo sviluppo delle vie di comunicazione e dei commerci verso la Campania e l'Apulia creando le premesse di un florido sistema economico sopravvissuto fino all'Unità d'Italia.
- Aesernia
- Aufidena
- Bovianum Undecimanorum
- Fagifulae
- Saepinum
- Terventum

#### Carricini

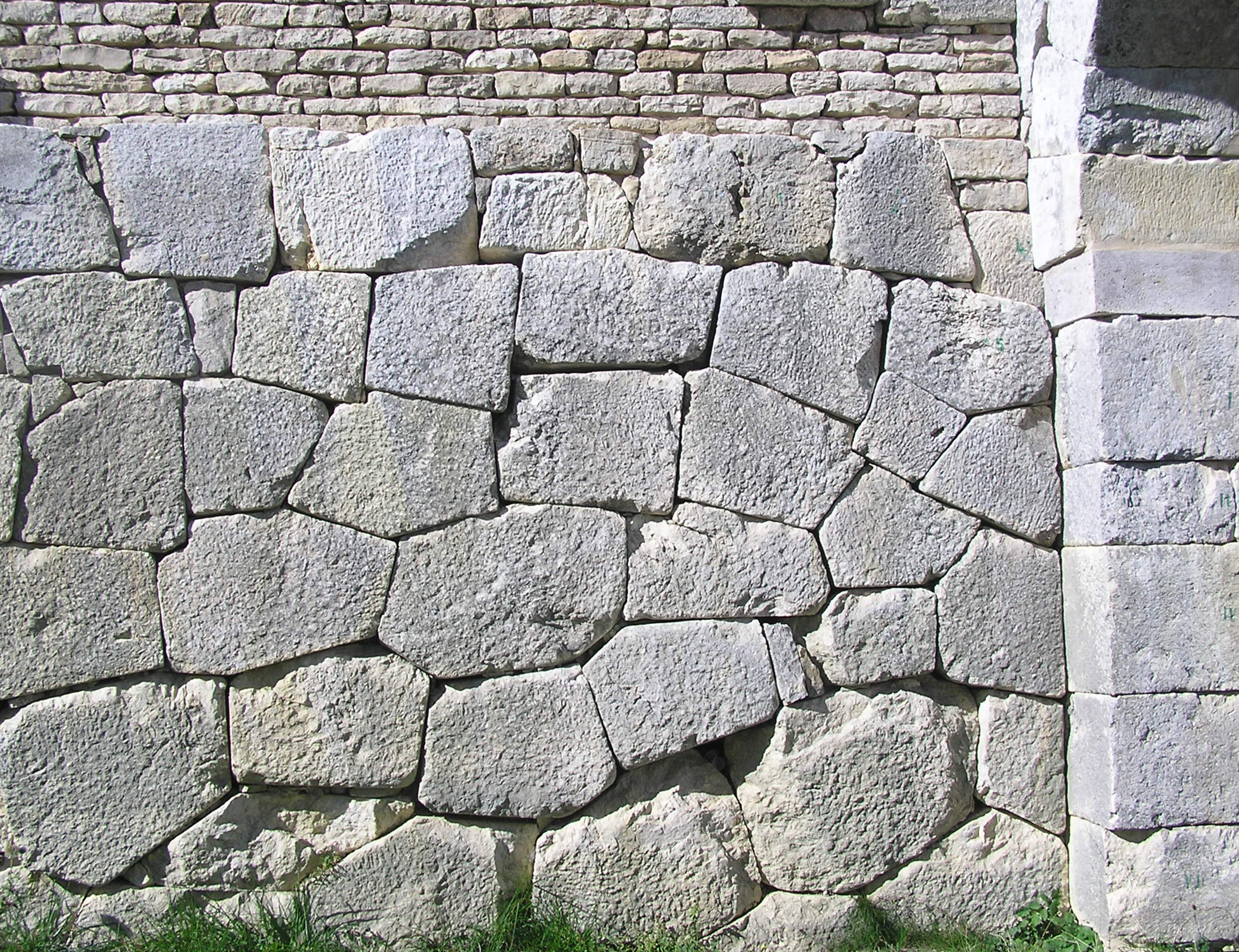
Mura ciclopiche a Pietrabbondante.

Diversamente dal Sannio molisano, le città caracene dell'Abruzzo e del Molise, non ebbero grande sviluppo per la concorrenza dei vicini mercati della Regio I che ne assorbivano il circondario industriale e pastorale. 
- Cluviae
- Juvanum

## Vie di comunicazione
- Via Claudia Valeria
- Via Salaria
- Via Curia
- Via Caecilia
- Via Claudia Nova